# پلیموت میتینگ (پنسیلوانیا)
پلیموت میتینگ (به انگلیسی: Plymouth Meeting) یک منطقهٔ مسکونی در ایالات متحده آمریکا است که در پنسیلوانیا واقع شده‌است. پلیموت میتینگ ۶٬۱۷۷ نفر جمعیت دارد و ۵۶٫۰۸ متر بالاتر از سطح دریا واقع شده‌است.